# Lepidonotinae
Los lepidonotineos (Lepidonotinae) son una de las subfamilias de anélidos poliquetos perteneciente a la familia Polynoidae.

## Géneros
- Alentia Malmgren, 1865
- Allmaniella McIntosh, 1885
- Augenerilepidonotus Pettibone, 1995
- Bathycanadia Levenstein, 1981
- Bathyhololepidella Buzhinskaja, 1992
- Bathymariana Levenstein, 1978
- Bathymiranda Levenstein, 1981
- Bathymoorea Pettibone, 1967
- Bouchiria Wesenberg-Lund, 1949
- Chaetacanthus Seidler, 1924
- Dilepidonotus Hartman, 1967
- Drieschella Augener & Pettibone in Pettibone, 1970
- Drieschia Michaelsen, 1892
- Drieschiopsis Stop-Bowitz, 1991
- Euphione McIntosh, 1885
- Euphionella Monro, 1936
- Halosydna Kinberg, 1855
- Halosydnella Hartman, 1938
- Halosydnopsis Uschakov & Wu, 1959
- Hermenia Grube, 1856
- Hermilepidonotus Uschakov, 1974
- Heteralentia Hanley & Burke, 1991
- Hololepida Moore, 1905
- Lepidametria Webster, 1879
- Lepidofimbria Hartman, 1967
- Lepidogyra Hartman, 1967
- Lepidonopsis Pettibone, 1977
- Lepidonotus Leach, 1816
- Nonparahalosydna Uschakov, 1982
- Olgalepidonotus Pettibone, 1995
- Parahalosydnopsis Pettibone, 1977
- Podarmus Chamberlin, 1919
- Pseudohalosydna Fauvel, 1913
- Sheila Monro, 1930
- Telodrieschia Kirkegaard, 1996
- Thormora Baird, 1865
- Uncopolynoe Hartmann-Schröder, 1960